# Southport
För andra betydelser, se Southport (olika betydelser).
Southport är en kuststad i distriktet Sefton i Merseyside i England. Staden ligger vid Irländska sjön, 27 km norr om Liverpool och 24 km västsydväst om Preston. Staden hade cirka 94 000 invånare år 2021.

## Historia

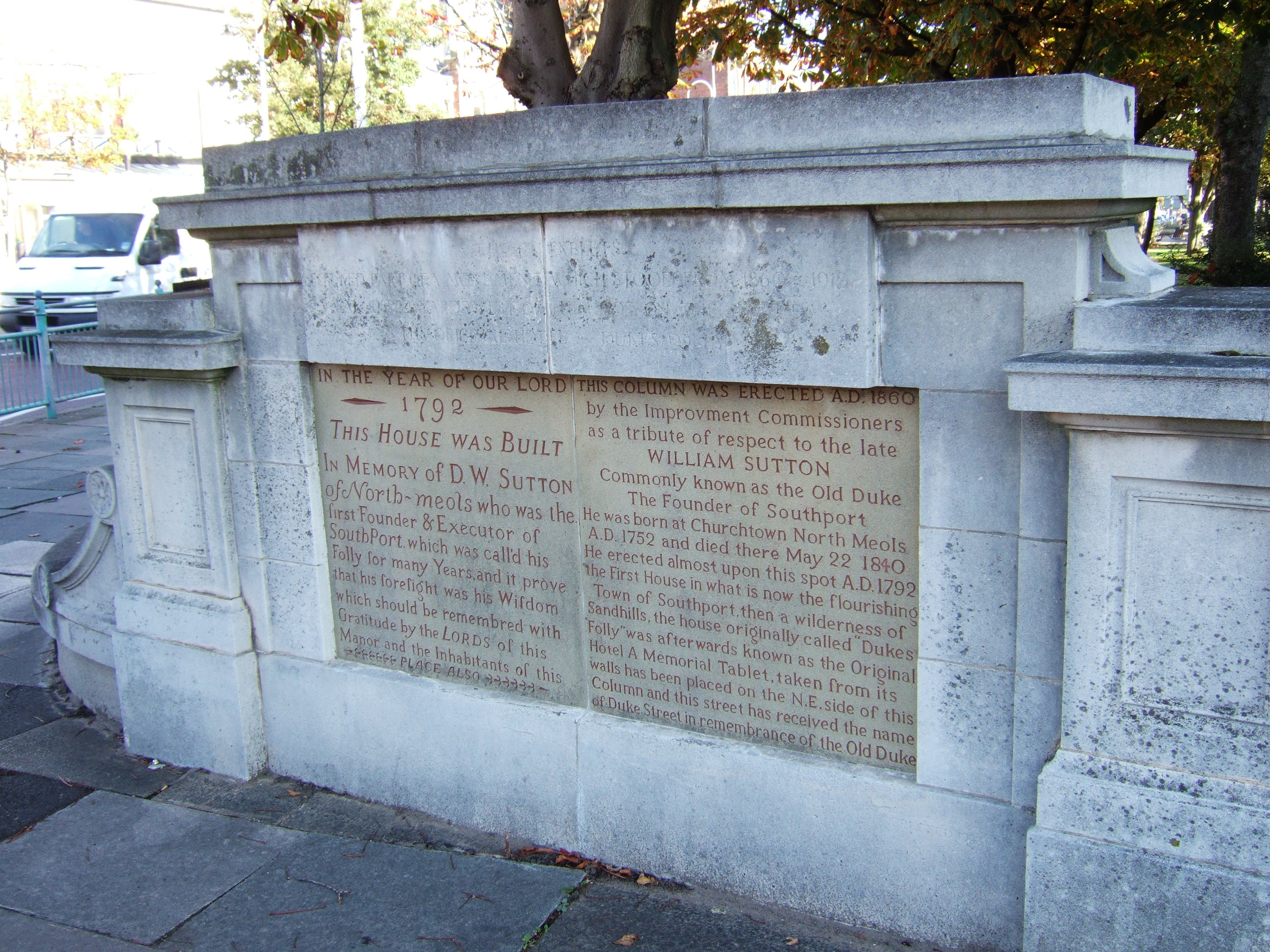
Minnesmärke över stadens grundare William Sutton.

Southport grundades i sin nuvarande form av William Sutton 1792. Det har dock funnits bebyggelse i området mycket längre än så: området runt St Cuthbert's Church omnämndes i Domesday Book, och några stadsdelar har namn som kommer från vikingarna. Southport växte snabbt under 1800-talet som badort.
Louis-Napoléon Bonaparte levde i exil vid huvudgatan Lord Street mellan 1846 och 1848, innan han återvände till Frankrike för att bli president och därefter kejsare.

## Politik
Southport hörde historiskt till Lancashire, och blev en municipal borough 1866. Staden blev en county borough 1915, fristående från det administrativa grevskapet Lancashire. Inför kommunreformen 1974 var det tänkt att Southport skulle bli ett distrikt i Lancashire, men kommunen drev i stället igenom att den skulle bilda ett distrikt i storstadsområdet Merseyside tillsammans med bland annat Bootle. Beslutet var inte helt okontroversiellt, och olika alternativ har diskuterats till och från sedan dess.

## Sport

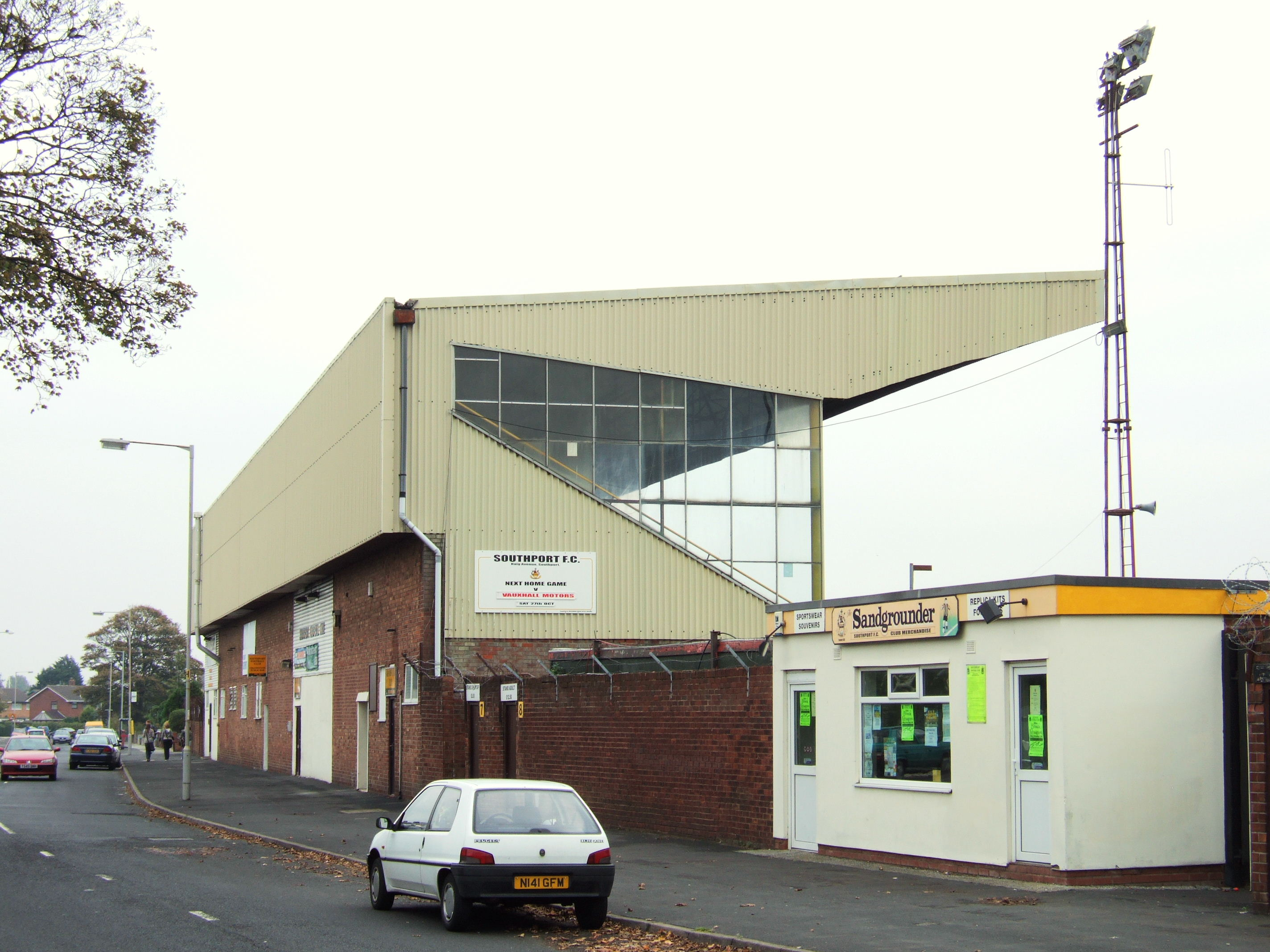
Haig Avenue, Southport FC:s hemmaarena.

Fotbollsklubben Southport FC spelar på Haig Avenue. Southport är dock förmodligen mest känt för golf, Royal Birkdale Golf Club är en av banorna där The Open Championship spelas. Ryder Cup har hållits två gånger vardera på Royal Birkdale och på Southport and Ainsdale Golf Club.